# 種付けプレス
種付けプレス（たねつけプレス）とは、男性が女性に向かって下向きに突き出す姿勢である。まんぐり返しされた女性の膣に、男性が上に覆いかぶさる体位であり、場合によっては中出しする行為まで含めた名称。

## 概要
漫画家の高津ケイタが「種付けプレス」という呼称で広めた。この体位は、野生の動物が性交するのに似ていることからその名がついた。AVにおいては男性の股間の下からカメラを入れることができるため、結合部分をしっかり画角に入れることができる（ただし適正作品だとモザイクだらけになる恐れもある）。基本的には女性より大きな男性が覆いかぶさることが多く、漫画では小太りな男性が無理やり行う場面が多い。
種付けプレスには女性にも男性にもそれなりに体力と、身体の丈夫さが求められる。この体位はAVや漫画で人気があり、この言葉は日本国外にも広がっている。